# Глазков, Александр Степанович
Александр Степанович Глазков (род. 4 апреля 1956, Красноярск) — советский хоккеист, нападающий; тренер. Мастер спорта СССР. Заслуженный тренер Российской Федерации.

## Биография
Старший брат Виктор (1951 г.р.) несколько сезонов играл в команде «Сибэлектросталь» на первенство Красноярска во второй группе.
С 12 лет Глазков стал заниматься в детской команде «Авангард» Красноярск завода «Сибтяжмаш», тренер Валерий Кузнецов. С 1973 года служил в армии в стройбате. С 1974 года стал играть в команде класса «Б» «Сокол» Красноярск. В 1979 году по приглашению тренера-селекционера Николая Беца оказался в челябинском «Тракторе», сыграл три матча в Кубке СССР. Полтора сезона провёл в первой лиге в составе СКА Новосибирск на военной службе. Восемь сезонов (1981/82 — 1988/89) отыграл за «Трактор», в последнем сезоне также играл в первой лиге за «Металлург» Челябинск. Сезон 1989/90 провёл в итальянском клубе «Брунико». Играл за «Мечел» (1990/91) и любительский «Колос» (Травники, 1991/92).
Работал тренером в школе «Трактора».
16 мая 2001 был утверждён главным тренером «Трактора». В апреле 2002 вошёл в тренерский штаб сборной России U18, которая стала серебряным призёром чемпионата мира 2002 года. В команде выступали воспитанники Глазкова Денис Худяков, Александр Шинин и Александр Сёмин.
Тренер (2002/03) и главный тренер (2003/04 — 2005/06) «Лады-2» Тольятти. Главный тренер «Мечела-2» (2006/07), «Мечела» (2007/08 — 2008/09). Главный тренер (2011/12) и тренер (2012/13) красноярского «Сокола». С 2013 года — снова тренер в школе «Трактора». В сезоне 2022/23 — главный тренер команды юношей 2011 г. р. «Белые медведи».
Среди воспитанников также Денис Ячменев, Олег Приданников, Павел Ворошнин, Вячеслав Каравдин, Григорий Тимофеев и другие.
Сын Александр (род. 1983) также хоккеист и тренер.